# Dithny Joan Raton
Dithny Joan Raton, née le 10 septembre 1974, est une femme politique haïtienne, ministre de la culture au sein du gouvernement haïtien de 2015 à 2017.

## Biographie

### Jeunesse et formation
Dithny Joan Raton effectue ses études à l'Alcibiade Pommayrac à Jacmel. À cette époque, le créole n'est pas enseigné dans les écoles. Elle désire initialement devenir danseuse professionnelle. Elle obtient en 1998 un master d'administration des entreprises à l'université Paul-Valéry-Montpellier.

### Carrière professionnelle
De 2011 à 2015, Dithny Joan Raton est directrice pour le Sud-Est du ministère du tourisme et de l'économie. Elle soutient la municipalité de Jacmel dans le cadre du programme des villes créatives de l'UNESCO, dans la catégorie Arts et Traditions Populaires. Elle crée le centre d'interprétation du carnaval de Jacmel et coorganise le premier Festival international des arts et traditions populaires à Jacmel, avec le CIOFF (Comité international du Festival et du folklore)[réf. souhaitée].
Elle est nommée en 2022 Médiatrice Spéciale du travail de l'Industrie de la confection vestimentaire, avec rang de ministre au parc industriel SONAPI de la métropole. Elle occupe le poste de Chargée de mission et coordonnatrice du Plan d'Aménagement Touristique du sud-est de 2005 à 2011. Elle est également directrice par intérim du projet visant à renforcer les capacités institutionnelles de la Mairie de Jacmel, financé par la Coopération Espagnole. Gestionnaire responsable[réf. souhaitée].

### Carrière politique
En 2015, Dithny Joan Raton est nommée ministre haïtienne de la culture. À ce poste s'emploie à augmenter l'usage du créole haïtien. En août 2015, les ministres de la culture Joan Raton et de la Barbade, Stephen Lashley, concluent un accord culturel,. En septembre 2015, elle participe à la troisième réunion des ministres de la culture de la communauté des États Latino-américains et Caribéens (CELAC). Limont Toussaint, prend sa succession le 22 mars 2017. En 2017, Raton est membre de l'organisation du carnaval national.

## Vie privée
Elle est divorcée et sans enfant.

## Distinctions
Dithny Joan Raton est l'une des quinze finalistes du Prix Découvrir Haïti.